# Vertikale Landwirtschaft

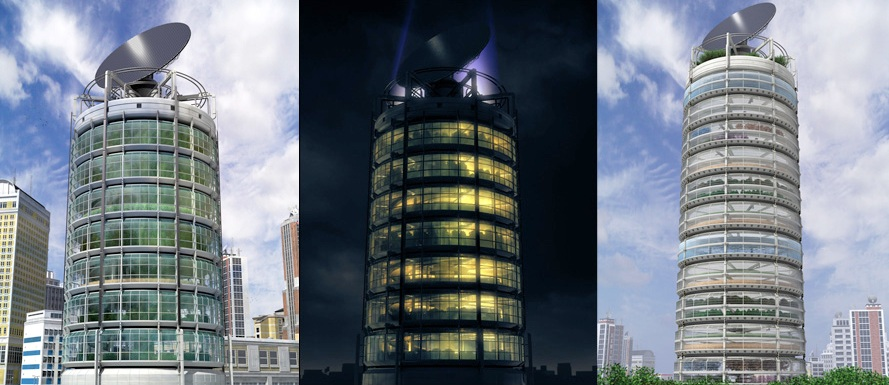
Designbeispiele für Farmscraper

Vertikale Landwirtschaft (engl. vertical farming) ist ein Begriff der Zukunftstechnologie, die eine tragfähige Landwirtschaft und Massenproduktion pflanzlicher und tierischer Erzeugnisse im Ballungsgebiet der Städte in mehrstöckigen Gebäuden (sogenannten Farmscrapers) ermöglichen soll.
Sie ist damit eine Sonderform der urbanen Landwirtschaft  (engl. urban agriculture oder urban farming). Basierend auf Kreislaufwirtschaft und Hydrokulturen unter Gewächshausbedingungen sollen in Gebäudekomplexen auf mehreren übereinander gelagerten Ebenen ganzjährig Früchte, Gemüse, essbare Speisepilze und Algen erzeugt werden. Die Befürworter der vertikalen Landwirtschaft argumentieren damit, dass die traditionelle landwirtschaftliche Produktion in einen naturbelassenen Ursprungszustand zurückgeführt werden soll und sich Energiekosten für den Transport von den Erzeugern bis zu den Konsumenten dadurch reduzieren lassen. Außerdem wird durch die Kreislaufwirtschaft der Treibhauseffekt des atmosphärischen Kohlendioxids minimiert. Kritiker merken jedoch an, dass Mehrkosten für die künstliche Beleuchtung und andere operative Arbeiten in der vertikalen Landwirtschaft anfallen, die den Nutzeneffekt durch die räumliche Nähe von Produktion und Konsum wieder nivellieren.

## Hintergrund
Dickson Despommier, Professor für Umweltgesundheit und Mikrobiologie an der Columbia University in New York City, entwickelte zusammen mit seinen Studenten 1999 die ersten Gedanken zur vertikalen Landwirtschaft. Die ursprüngliche Idee sollte 50000 Bewohner Manhattans mit 13 Acres (umgerechnet 5,26 Hektar) Nutzpflanzen auf Dachgärten versorgen. Seine Studentengruppe kalkulierte, dass mit dieser zur Verfügung stehenden Fläche nur etwa 2 % der 50000 Bewohner hätten ernährt werden können. Unzufrieden mit diesen Ergebnissen schlug Despommier vor, die Kulturen in einer vertikalen Anordnung anzubauen, um Platz zu sparen. Von diesem Stadium aus gewann das Projekt an eigener Triebkraft und geriet ins öffentliche Interesse. Im Jahr 2001 waren die ersten Planskizzen dieses Vorhabens bereits ausgereift und heute arbeiten weltweit Wissenschaftler interdisziplinär an einer Weiterentwicklung dieses Projektes.
In einem Interview mit Miller-McCune.com beschrieb Despommier die Hauptfunktionen der vertikalen Landwirtschaft wie folgt:

„Jedes Stockwerk wird sein eigenes Bewässerungs- und Nährstoffüberwachungssystem bekommen. Sensoren messen dann die Nährstoffaufnahme jeder einzelnen Pflanze. Ebenso wird es Systeme geben, die den Ausbruch von Pflanzenkrankheiten überwachen. DNS-Chips sollen das Vorhandensein von Phytopathogenen messen, indem sie die Umgebungsluft stichprobenartig analysieren und mit Proben bakterieller und viroser Infektionen vergleichen.

Grundstruktur der Flavone

Darüber hinaus gibt ein Gaschromatograph über die Messung der Flavonoide Aussagen über den Reifezustand einer Pflanze und bestimmt den Erntezeitpunkt. Die Flavonoidkonzentrationen bei Tomaten und Paprikas liefern auch Informationen über die Aromenzusammensetzung der Frucht. Das sind bereits Standardtechnologien, die schon zur Verfügung stehen. Die Möglichkeit der Konstruktion einer vertikalen Farm ist bereits gegeben, und es werden keine größeren Innovationen der bestehenden Technologien benötigt.“

Die Architektenentwürfe stammen von Chris Jacobs (United Future). Die Aufmerksamkeit der Massenmedien wurden unter anderem durch einen Artikel von Lisa Chamberlain im New York Magazin und The New York Times, Time Magazine, U.S. News & World Report, Popular Science, Scientific American und dem Maxim Magazine geweckt.
Bislang wurde die vertikale Landwirtschaft nur im kleinen Maßstab realisiert, erst seit 2009 existieren einige praxisausgereifte Konzepte für die vertikale Pflanzenproduktion, hauptsächlich Hydrokulturen.

## Geschichtliche Entwicklung

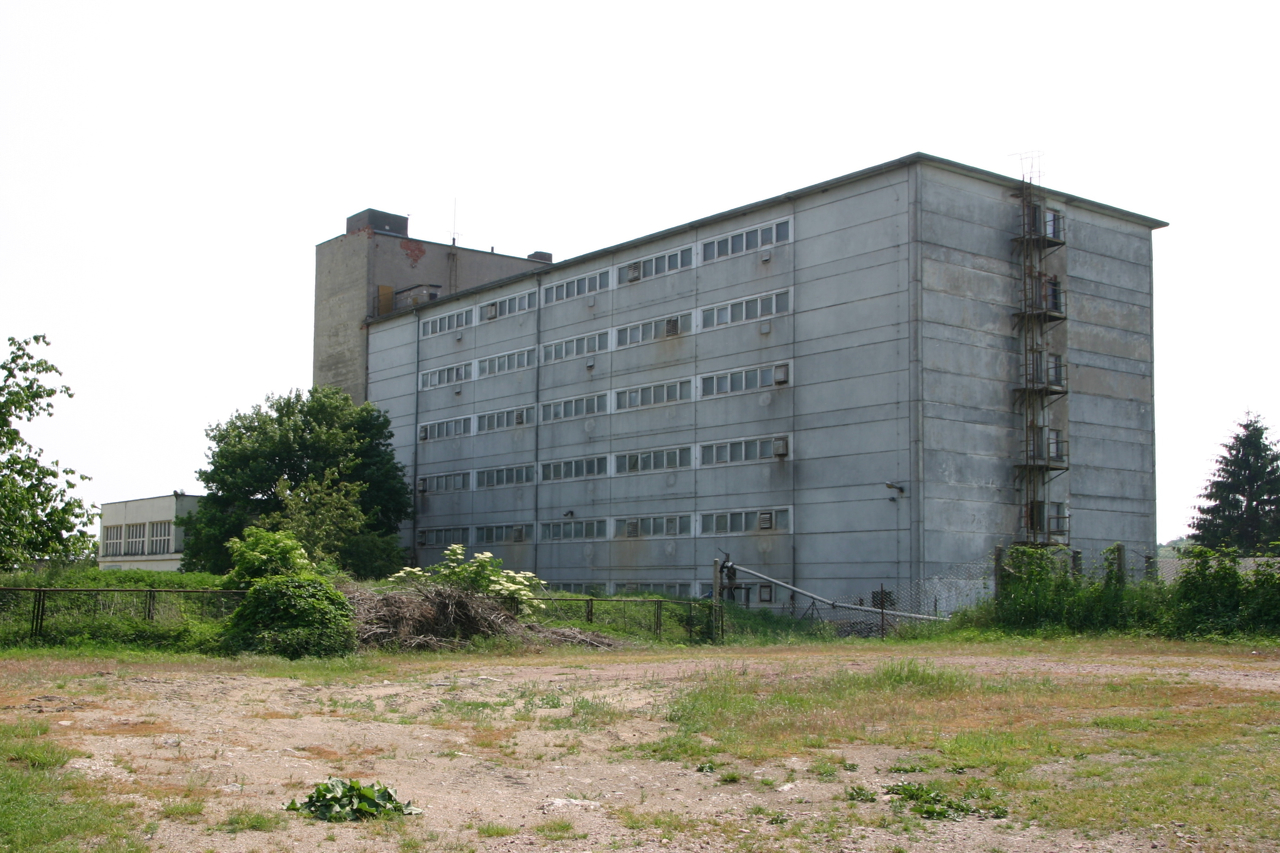
Vertikale Landwirtschaft in der DDR: Das „Schweinehochhaus“ bei Maasdorf war ein sozialistisches Prestigeobjekt und der Versuch, auf wenig Fläche effizient Schweine zu züchten.

### Traditioneller Etagenanbau
Die Indigenen Amazoniens betrieben bereits vor der europäischen Kolonisierung Etagenanbau im tropischen Regenwald, wobei bis zu 30 Meter hohe Nutzbäume (z. B. Paranüsse) die oberste Ebene bildeten, Sträucher und Stauden die mittlere und die untere Ebene Gemüse und Wurzelfrüchte wie Maniok, Süßkartoffeln und Yams (siehe Stockwerkanbau).

### Erste Turmgewächshäuser in den 1960er Jahren
Pionier der modernen vertikalen Landwirtschaft war der Wiener Erfinder und Maschinenbauingenieur Othmar Ruthner, dessen Turmgewächshäuser bereits 1964 für die Wiener Internationale Gartenschau (WIG 64) und 1965 im Forschungsgarten der Bayer-Werke in Leverkusen errichtet wurden. Nach dem gleichen Prinzip wurde 1965 in der Schweiz ein Turmgewächshaus in Rüfenach in Betrieb genommen.

### Weitere Entwicklung

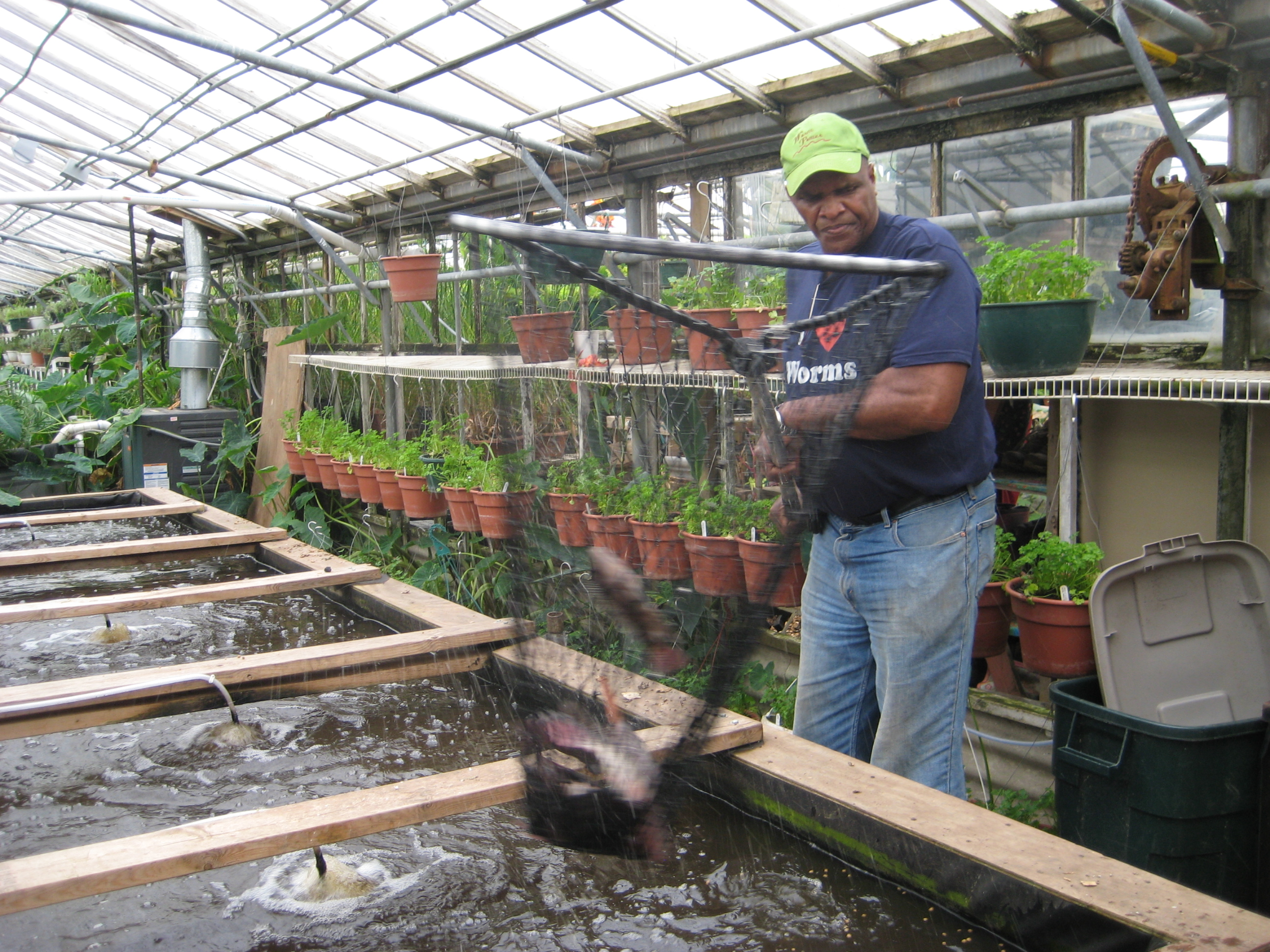
Tilapia-Buntbarsche im Gewächshaus der US-Firma Growing Power

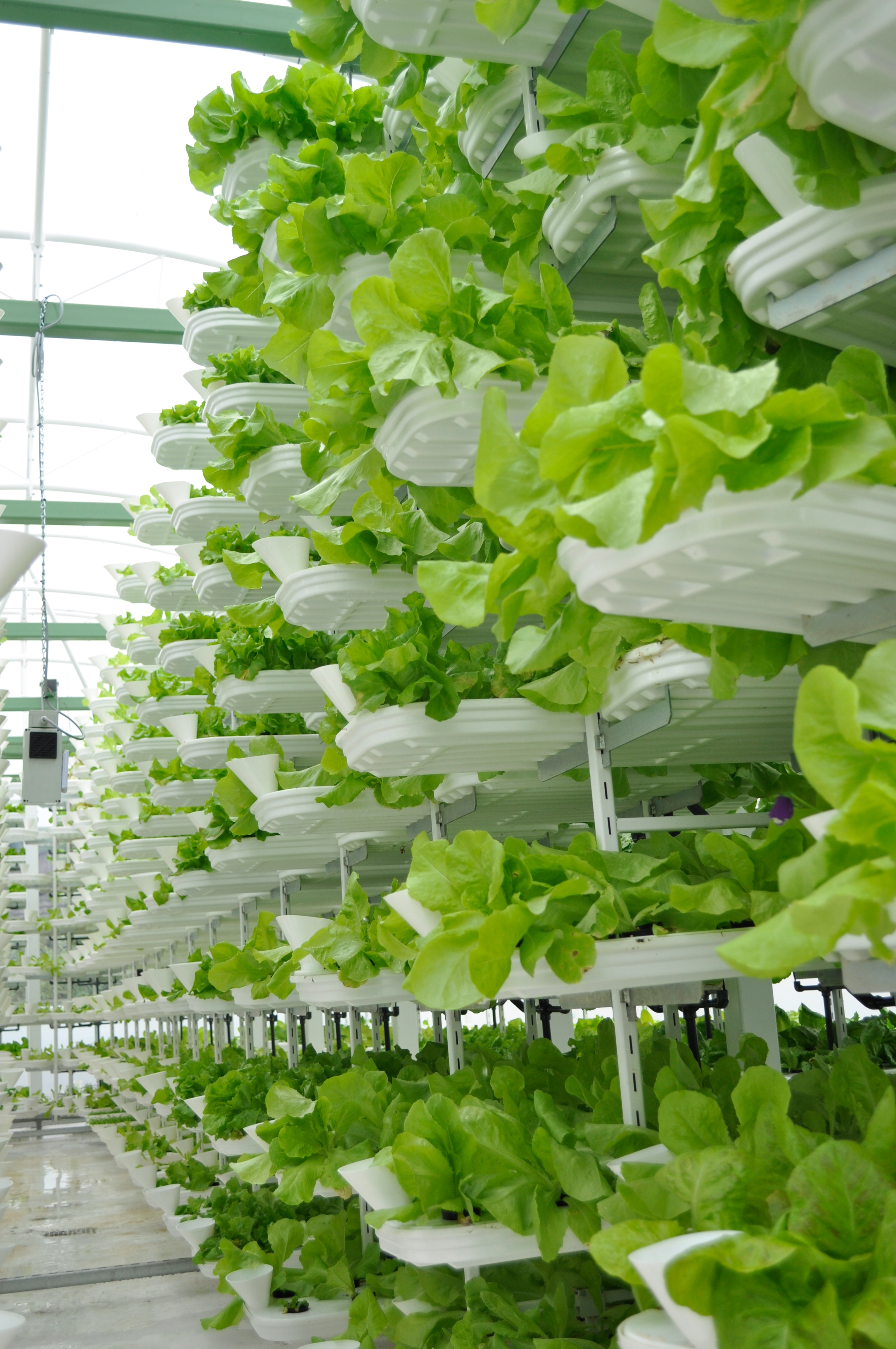
Das VertiCrop-System

1978 veröffentlichte der Physiker und Systemanalyst Cesare Marchetti den Artikel „1012 - A check on the carrying capacity of Earth“ und führt als Alternative zur Nahrungsmittelkrise die Planung von autarken Gartenstädten an.
Formen der urbanen Landwirtschaft werden seit 1993 unter anderem von der US-Organisation Growing Power betrieben. Eine Sonderform ist „Aquaponics“ als symbiotisches Kreislaufsystem zwischen Pflanzen und Nutzfischen wie Tilapia-Buntbarschen. Ammoniak der Fischausscheidungen wird unter dem Fischtank auf einem Kiesbett bakteriell in Nitrat und andere Stickstoffverbindungen aufgeschlossen. Wasserlinsengewächse sorgen für eine zusätzliche biologische Reinigung. Mit dem aufbereiteten Wasser werden Salat und Tomaten bewässert und das überschüssige Wasser gelangt wieder zurück in den Fischtank.
2000 entwarf das niederländische Architektenbüro MVRDV ein Konzept zur Schweinezucht auf mehreren Ebenen mit dem Namen Pig City.
Im Jahr 2003 sollte das Deltapark-Projekt in Rotterdam realisiert werden. Grundidee hierzu war der Import von Futtermitteln aus Übersee, die direkt in Hafennähe in eine Kreislaufwirtschaft für Tier- und Pflanzenproduktion eingeschleust werden sollten. Untergebracht werden sollte das Projekt in einem 1000 × 400 Meter großen mehrgeschossigen Gebäudekomplex mit einer Windkraftanlage zur Energieerzeugung auf dem Dach. Die 5. bis 7. Etage waren als Gewächshäuser vorgesehen und deren Abfallprodukte für die Tierproduktion und Mast. In der 4. Etage sollten Champignons in Abwesenheit von Sonnenlicht gezüchtet werden, in der 1. bis 3. Etage Schweinemast und intensive Hühnerhaltung. Das Erdgeschoss war für die Schlachtereien und Verladestationen vorgesehen, hier sollten auch die importierten Futtermittel aus den Silos in die Mastställe transportiert werden. Im Kellergeschoss sollten Fischbassins für die Aquakultur angelegt werden, wobei Schlachtabfälle als Futter verwendet werden. Schweinegülle und Hühnermist sollten zu organischem Pflanzendünger verarbeitet und das von den Tieren ausgeatmete Kohlendioxid für die Anreicherung der Umgebungsluft in den Gewächshäusern werden. Die Abwärme der Tiere und das aus dem Schweinemist gewonnene Biogas sollte den Gebäudekomplex mit Wärmeenergie versorgen. Die Realisierung des Projektes scheiterte am Widerstand der Bevölkerung gegen diese Form der industrialisierten Landwirtschaft.
Zur Zeit der Nahrungsmittelkrise in den Jahren 2007 und 2008 wurden diese Konzepte wieder neu aufgenommen, da stark steigende Lebensmittelpreise vor allem in den Entwicklungsländern zu sozialen Spannungen führten. VertiCrop High Density Vertical Growth Systems ist ein Nutzungssystem der Firma Valcent und wurde 2009 erfolgreich in Großbritannien eingeführt; dort wird in einem zur Beleuchtungskostenersparnis und besseren Belüftung um eine Achse rotierenden System auf mehreren Ebenen übereinander Gemüse angebaut. Vertical Hydroponics wird von der Firma Verti-Gro angeboten. Die Stadt Masdar in den Vereinigten Arabischen Emiraten fördert diese nachhaltigen Konzepte und hat mit Dickson Despommiers und seinem Unternehmen Vertical Farm Technologies eine Absichtserklärung zum Bau einer vierstöckigen vertikalen Farm unterzeichnet.
2022 wurden in Dubai mit dem Emirates Crop One die mit 330,000 m2 weltweit große Verticale Farm eröffnet.
In Nordkorea wurde am 10. Oktober 2022 die Gewächshausfarm Ryongpho mit einer Fläche von 234 Hektar eröffnet. Die neue Gewächshausfarm Kangdong hat eine Fläche von 215 Hektar und wurde am 24. März 2024 eröffnet.

## Vorteile
Einige Vorteile werden von Despommier angeführt. Viele dieser Vorteile beruhen darauf, den Maßstab der Wachstumsbedingungen in Hydro- oder Aerokulturen auszubauen. Andere beziehen sich darauf, dass vertikale Landwirtschaft den Nutzen erneuerbarer Energien (z. B. Wind- oder Solarenergie) oder Recycling von Abfällen oder optimierte Wasseraufbereitung ausbaut.

### Ernährung der steigenden Weltbevölkerung
Nach Schätzungen werden bis zum Jahr 2050 80 % der Weltbevölkerung (ca. 7 Mrd. Menschen) in urbanen Ballungsräumen leben. Für den Bedarf von zusätzlich 3 Mrd. Menschen müssten sich die traditionellen Landnutzungsverfahren auf neu erschlossenes Land ausweiten. Um Ressourcen für die Ernährung der Weltbevölkerung zu schaffen, ist eine zusätzliche landwirtschaftliche Nutzfläche von 10 Milliarden Hektar nötig, dies würde in etwa der Ausdehnung von Brasilien entsprechen. Nach Meinungen verschiedener Wissenschaftler ist eine derartige Erhöhung nicht realisierbar und würde zu massiven Umweltschäden führen. Vertikale Landwirtschaft könnte durch ressourcenschonende Nutzung und Kreislaufwirtschaft diesem Abhilfe schaffen.

### Steigerung in der Nutzpflanzenproduktion

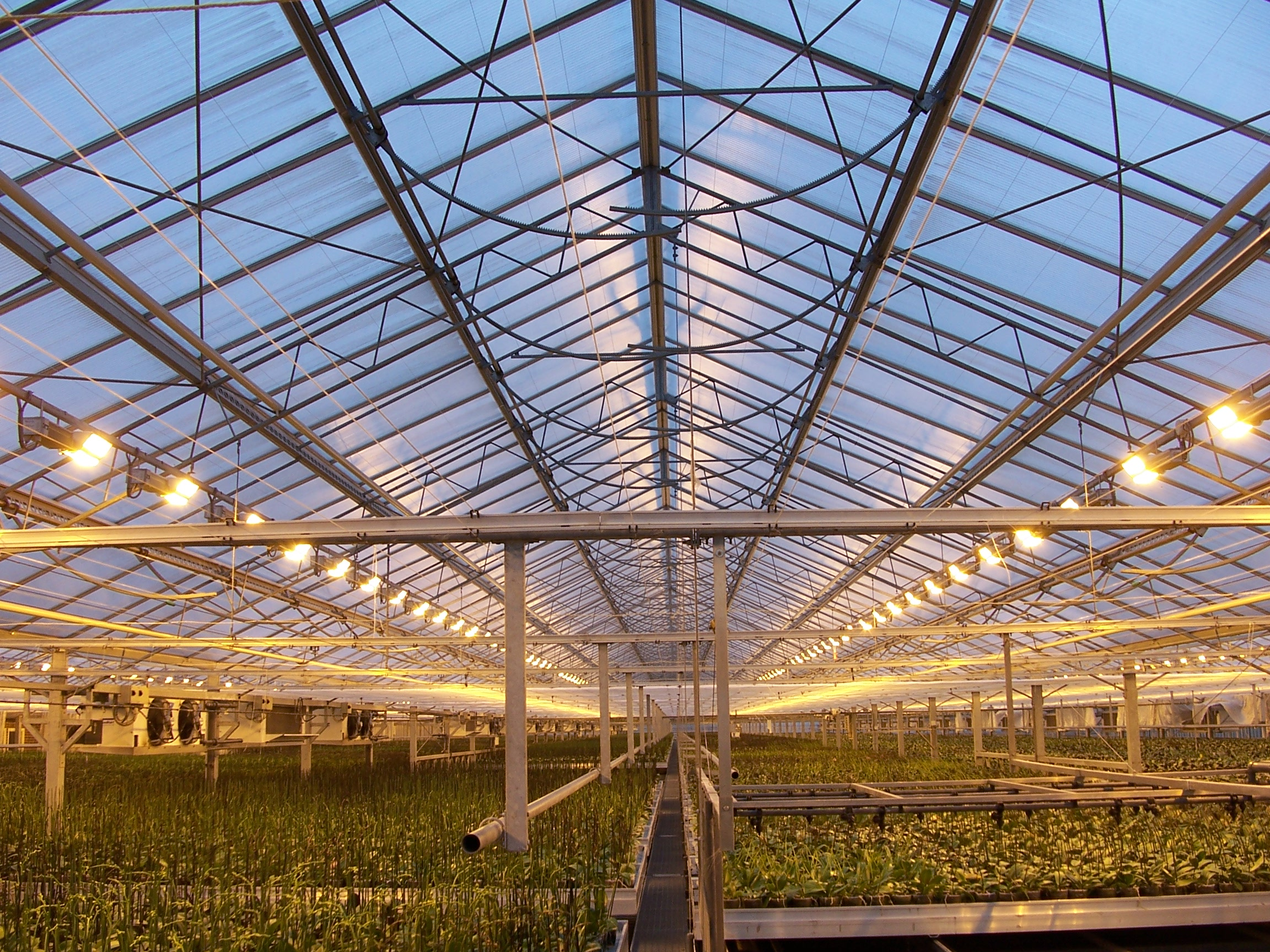
Innenansicht Gewächshaus

Im Gegensatz zu konventionellen Landbaumethoden ermöglicht die vertikale Landwirtschaft ganzjährige Ernten. Eine saisonunabhängige Pflanzenproduktion erhöht die Produktivität abhängig von der Nutzpflanzenart um Faktor 4 bis 6. Bei Erdbeeren würde sich sogar ein Faktor 30 ergeben.  
Außerdem wird die gleiche Infrastruktur für die Produktion gleichzeitig für den Konsum genutzt. Weite Transporte oder Kühlung entfallen. Dies führt zu weitaus weniger Verderb oder Verlusten durch Ernteausfälle. Forschungsarbeiten ergaben, dass bis zu 30 % der geernteten Früchte durch Verderb nicht mehr verwendet werden können.
Despommier schlägt die Nutzung von Zwergwuchs-Sorten (z. B. von der NASA entwickelter Zwergweizen, kleiner in der Größe jedoch gehaltvoller in der Nährstoffzusammensetzung), ganzjährigen Nutzpflanzen und „stacker“ Pflanzen vor. Für einen 30-stöckigen Gebäudekomplex auf einer Nutzfläche von 2 Hektar könnten ähnliche Erträge wie auf 970 Hektar Außenbewirtschaftung im traditionellen Ackerbau erzielt werden.

### Schutz vor wetterbedingten Ernteausfällen
Feldbaukulturen in Außenbewirtschaftung sind oft starken abiogenen Faktoren geologischer und meteorologischer Natur wie Dürre, Frost, Starkniederschlägen (z. B. Monsun), Erdbeben, Hagelstürmen, Tornados, Waldbränden etc. ausgesetzt. Der Schutz von Feldfrüchten gewinnt angesichts des globalen Klimawandels an Bedeutung.
“Drei große Überschwemmungen in den USA (1993, 2007 und 2008) verursachten Kosten in Milliardenhöhe durch komplette Ernteausfälle und den Verlust von fruchtbarem Oberboden. Gravierende Änderungen im Niederschlagsmuster und die Erhöhung der Durchschnittstemperaturen könnten am Ende des Jahrhunderts in Indien die landwirtschaftliche Erzeugung um 30 % reduzieren.”
Vertikale Landwirtschaft schafft eine kontrollierte Umgebung für das Pflanzenwachstum und macht die Produktion unabhängig von äußeren Umwelteinflüssen.

### Ressourcenschonung
Jeder Hektar Nutzfläche einer vertikalen Farm könnte die Rückführung von 10 bis 20 Hektar in naturbelassenes Brachland ermöglichen.
Vertikale Landwirtschaft reduziert den Bedarf an Neuerschließung von Farmland und schont natürliche Ressourcen, welche von Entwaldung, Desertifikation, Versalzung, Nährstoffauslaugung, Übernutzung und Umweltverschmutzung bedroht werden.
Der Anbau in Konsumentennähe reduziert auch den Verbrauch von fossilen Brennstoffen und anderen Energieträgern, da auch Tätigkeiten wie Bodenbearbeitung, Aussaat und Ernte mit Mähdreschern entfallen. Somit könnte auch ein wesentlicher Bestandteil zur Reduktion der globalen CO2-Emission getätigt werden. Vertikale Landwirtschaft ermöglicht den Gebrauch der lokal effizientesten Energienutzung wie beispielsweise Geothermie in Island, Italien und Neuseeland, Photovoltaik im Nahen und Mittleren Osten oder Wind- und Wasserenergie in Küstenzonen. Ein weiterer Vorteil wäre die Aufbereitung von Brauchwasser und verschmutzter Luft. Durch die Photosynthese freigesetzter Sauerstoff würde für die Aufwertung der Umgebung in der Nähe einer vertikalen Farm sorgen.

### Rückstandsarmer Anbau
Kontrollierte Umgebungsbedingungen vermindern den Biozid- und Düngereinsatz erheblich. Im Pflanzenschutz kann so optimal nach dem Schadschwellenkonzept (Regulierung der Erreger-/Schädlingspopulation erst nach Überschreiten einer definierten Grenzschwelle) gearbeitet werden und in der Pflanzenernährung kann Nährstoffaufnahme und -abgabe sehr exakt gesteuert werden.
Da biologische oder ökologische Landwirtschaft auf einem naturgemäßen, selbstregulierenden Ansatz beruht, sind bodenlose Anbausysteme, unabhängig von der messbaren Rückstandsbelastung nicht mit einer biologischen oder ökologischen Landwirtschaft vereinbar. Kommt es trotz des Gebäudeabschlusses zu einem Schädlingsbefall, ist dieser meist viel stärker als im Freilandgemüse, da auch die Schadorganismen von den idealisierten Umfeldbedingungen und der Abwesenheit von natürlichen Feinden profitieren. In diesen Fällen werden in Gewächshäusern Pestizide in nicht unerheblichem Maßstab angewendet.

### Geschlossener Wasserkreislauf

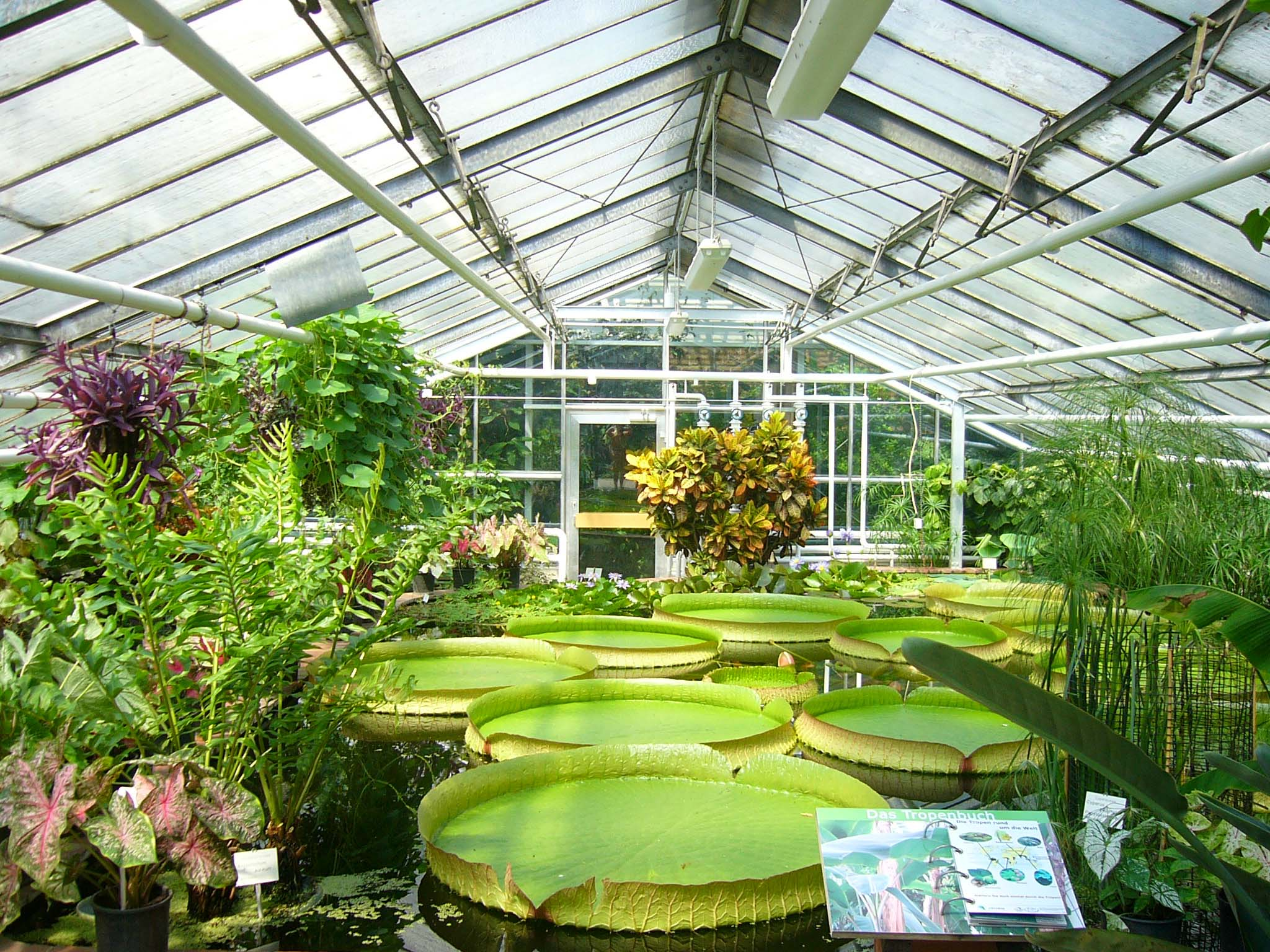
Gewächshaus

Der Wasserverbrauch in einem geschlossenen System verringert sich signifikant. In New York City werden täglich 5,3 Milliarden Liter (1,4 Mrd. US-Gallonen) behandeltes Wasser ungenutzt in die umgebenden Flüsse eingeleitet. Vertikale Landwirtschaft würde die Umwandlung von verschmutztem „Schwarz- und Grauwasser“ in Trinkwasser ermöglichen, indem das durch die Evapotranspiration abgegebene Wasser aufgefangen wird. Im Kreislauf der Nahrungskette einer Großstadt würde Schmutzwasser aufbereitet und organischer Müll kompostiert. Das Abwasser einer Stadt könnte durch eine Slurry Carb- Maschine aufbereitet werden, indem Kohlenwasserstoff und Wasser voneinander getrennt werden. Der verbleibende Flüssigschlamm kann ähnlich wie Kohle in Dampfkraftturbinen verbrannt werden und für die Erzeugung von elektrischer Energie genutzt werden. Ein anderer Teil des Schlamms wird mit bioziden Chemikalien behandelt, um pathogene Bakterien abzutöten und durch Hitze und Trocknung in fruchtbaren Humus umgewandelt. Das Schmutzwasser wird durch Biosanierung („bio-remediation“) in einem ersten Schritt mit Schilf, Schneiden (Cladium)/Sägegras (Cladium jamaicense) und Zebramuscheln (Dreissena polymorpha) biologisch gereinigt und kann somit für die Bewässerung zurückgeführt werden. Infolge weiterer Behandlungen kann auch Trinkwasser daraus entstehen.
In der heutigen Zeit wird über 70 % des Frischwassers für die Pflanzenproduktion genutzt und durch Dünger und Pflanzenschutzmittel stark verunreinigt. Durch die Verwendung von Brauchwasser für die Bewässerung kann die vertikale Landwirtschaft dazu helfen, dass keine weiteren „Algenblüten“ und Eutrophierungsprozesse in Naturgewässern durch den Abtransport von Stickstoffdüngern entstehen.

### Schonung der Wildbestände
Ein Rückzug menschlicher Aktivitäten könnte das weltweite Artensterben aufhalten. Ackerbau in Naturgebieten hat meistens zu einem starken Rückgang der Wildtierpopulationen geführt. Auch in Kulturlandschaften führt die intensiv betriebene Landwirtschaft zu einem Artenrückgang. Studien zeigen, dass Waldmausbestände von 25 Individuen pro Hektar nach Bodenbearbeitung, Düngung, Pflanzenschutz und Ernteprozessen auf 10 Individuen pro Hektar absinken. Vertikale Landwirtschaft hätte kaum Auswirkungen auf die natürlichen Wildtierbestände.

### Menschliche Gesundheit
Traditioneller Ackerbau birgt einige Gesundheitsrisiken für die Beschäftigten, wie z. B. Infektionskrankheiten, Malaria und Bilharziose (Pärchenegel) oder Kontakt mit toxischen Pflanzenschutzsubstanzen. Außerdem Begegnungen mit gefährlichen Wildtieren wie Giftschlangen oder Verletzungen durch Unfälle mit landwirtschaftlichen Maschinen. In der traditionellen Brandrodungswirtschaft (“slash and burn”) sind Landarbeiter all diesen Gefahren ausgesetzt, in kontrollierten Umgebungen nicht.

### Urbanes Wachstum
Vertikale Landwirtschaft könnte die Expansion städtischer Ballungsräume auf umweltschonende Weise fördern, welche somit weitgehend autark in ihrer Lebensmittelerzeugung werden. Die Entwaldung stadtnaher Gebiete würde somit entfallen. Weitere Faktoren sind eine höhere Beschäftigungsquote durch den Einsatz der Landarbeiter in den vertikalen Farmen. Die konventionelle Landwirtschaft würde weiterhin bestehen bleiben, da nicht alle Nutzpflanzen für die vertikale Landwirtschaft geeignet sind.

### Energieerzeugung
Befürworter führen an, dass sich auf vertikalen Farmen Energie erzeugen lässt. Methan-Biogasanlagen können aus der Kompostwirtschaft betrieben werden. Biogas, welches sich zu 65 % aus Methan zusammensetzt. Das so gewonnene Biogas kann dann direkt in Elektrizität umgewandelt werden. Dem gegenüber steht allerdings der enorme Energieverbrauch solcher Anlagen, welche im Vergleich zur Freilandproduktion bis zu achtzigmal mehr Energie verbrauchen.

## Technologie

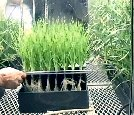
Aeroponische Kultur der NASA

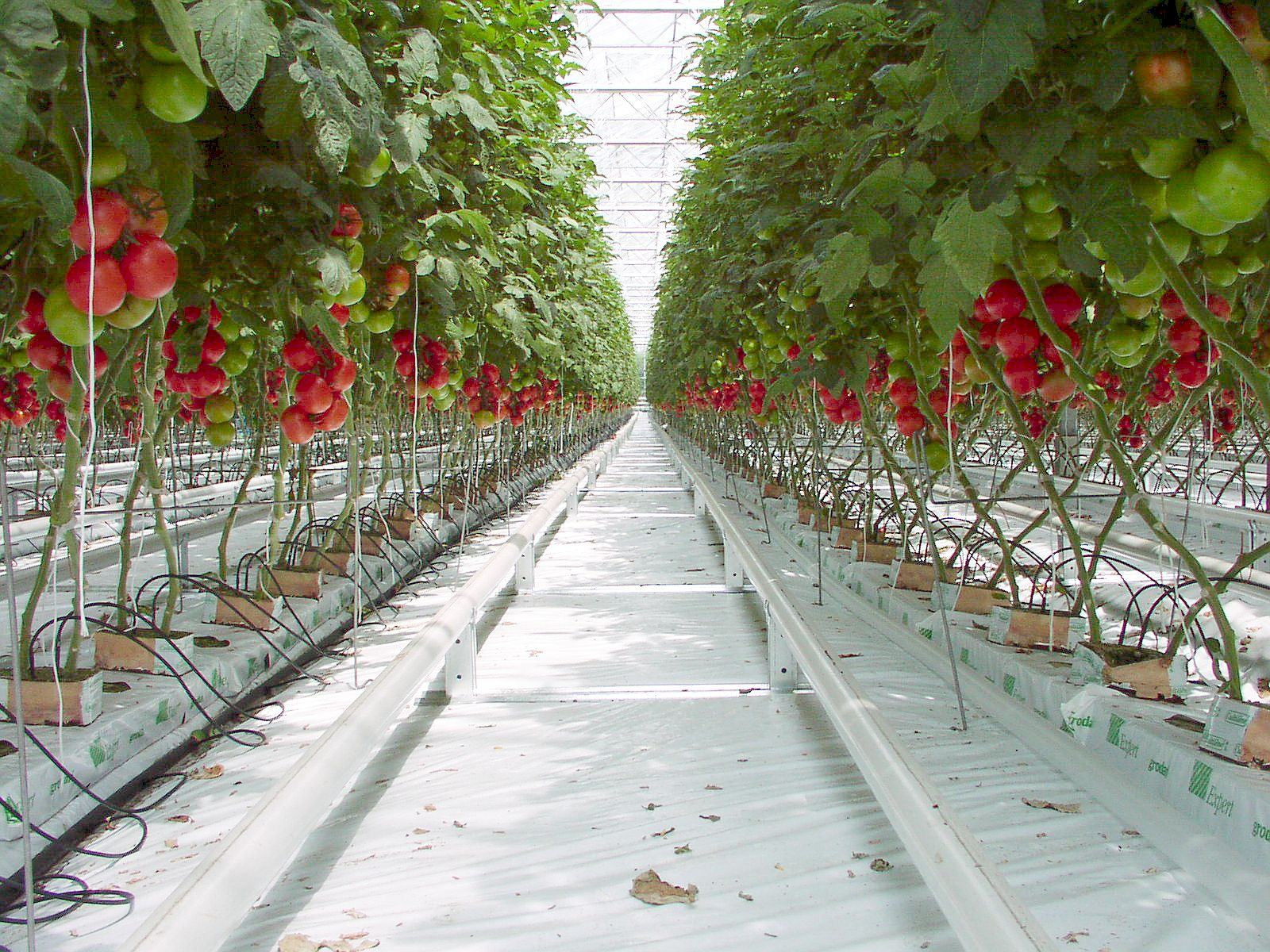
Tomatenreihe in Hydrokultur

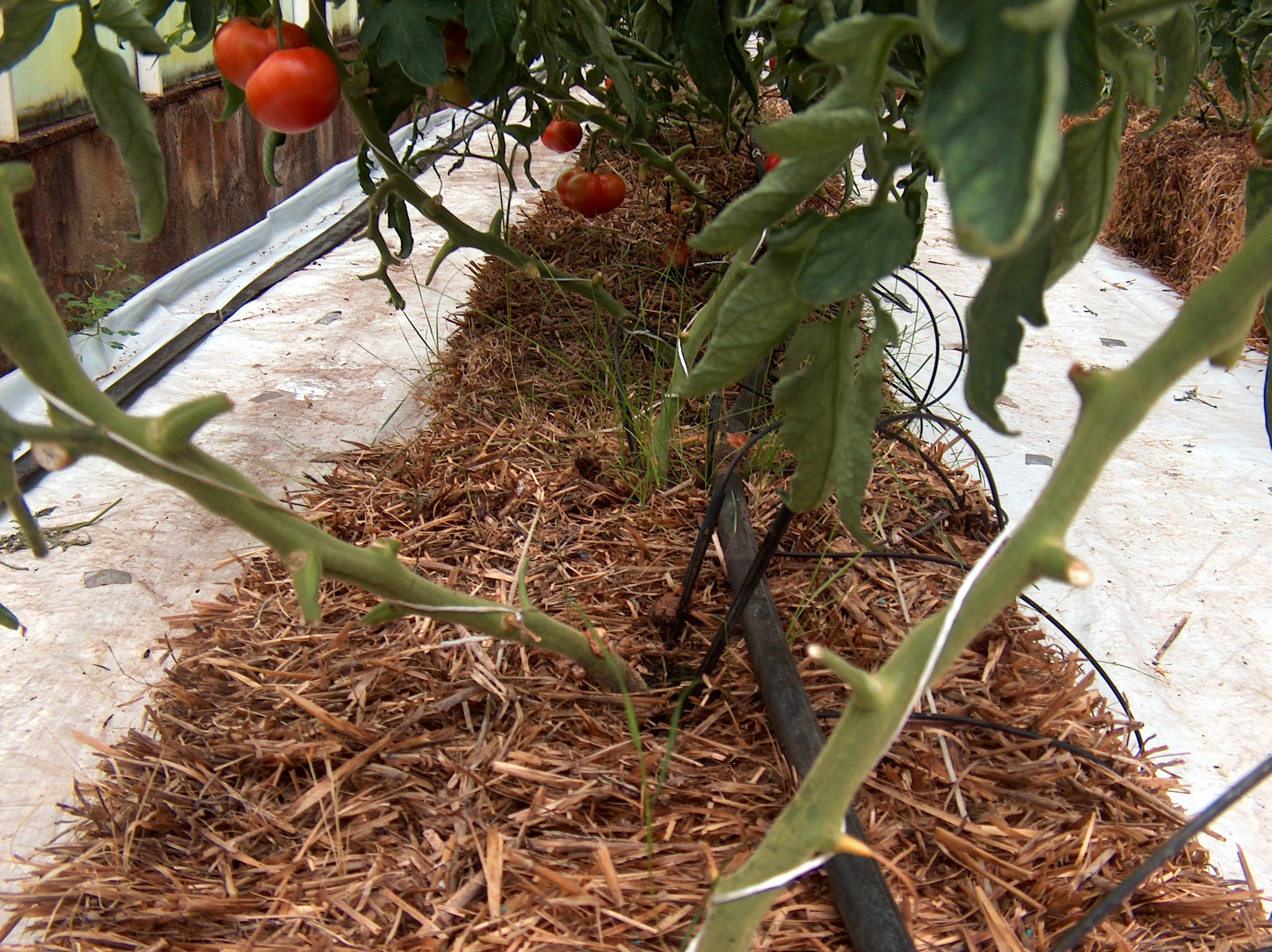
Tomaten in Hydrokultur

Vertikale Landwirtschaft benötigt eine Vielzahl von Technologien, um effektiv und effizient betrieben zu werden. Die sinnvolle Kombination und Integration dieser Technologien kann die vertikale Landwirtschaft realisieren. Einige dieser Technologien sind noch im Entwicklungsstadium. Die bereits einsetzbaren sind:
- Gewächshauscomputer im modernen Gewächshaus unter Ausnutzung von Solarenergie
- Tropfbewässerung
- Aeroponik / Hydrokultur
- Beleuchtungstechnik für das Pflanzenwachstum
- Kompostierung
- Phytosanierung
- Wolkenkratzer, Hochhaus-Technologien

## Vorhaben und Durchführbarkeit
Dickson Despommier behauptet, dass die Technologie, eine vertikale Farm zu betreiben, bereits existiert und profitabel und effektiv gemanagt werden kann. Entwickler und lokale Behörden an folgenden Standorten haben bereits gesteigertes Interesse an vertikalen Farmen angemeldet:
- Südkorea: Incheon
- Vereinigte Arabische Emirate:
  - Abu Dhabi
  - Dubai
- Volksrepublik China:
  - Dongtan
  - Shanghai
  - Peking
- Vereinigte Staaten
  - New York City
  - Portland/Oregon
  - Los Angeles
  - Las Vegas
  - Seattle, Surrey, B.C.
- Kanada: Toronto
- Frankreich: Paris
- Indien: Bangalore
- Russland: Chabarowsk

Das Illinois Institute of Technology entwickelt derzeit Pläne für Chicago. Es wurde vorgeschlagen, zunächst Prototypen zu entwickeln und größere Universitäten daran zu beteiligen, um Misserfolge wie das Projekt Biosphere 2 project in Oracle, Arizona zu vermeiden.

## Wirtschaftliche Bewertung
Die Analyse zur wirtschaftlichen Durchführbarkeit der vertikalen Landwirtschaft wurde noch nicht gemacht. Eine detaillierte Kostenanalyse bezüglich Betriebsprozesse und -abläufe, Transport, Düngung, Pflanzenschutz, Bodenbehandlung, Pflege, Nachwachsende Rohstoffe, Recycling, Erneuerbare Energien und Beschäftigungsfaktoren ist notwendig, um die verschiedenen Bewirtschaftungssysteme miteinander zu vergleichen. Mehraufwand und Zusatzkosten durch Beleuchtung, Wärmeerzeugung und Energiebereitstellung könnten die Vorteile bei den verminderten Transportkosten möglicherweise mindern. Bedingt durch den Stockwerkbau kann wesentlich weniger Sonnenlicht, als durch den Feldbau genutzt werden. Der Beleuchtungs- und Energieaufwand bei einer ganzjährigen Produktion auf einer vertikalen Farm ist erheblich. Kritiker führen an, dass die künstliche Beleuchtung sogar zu einem kritischen Faktor werden könnte, wenn die Wachstumszonen der Nutzpflanzen nicht dem natürlichen Sonnenlicht ausgesetzt sind. Bruce Bugbee, ein Pflanzenphysiologe der Utah State University ist der Meinung, dass der extrem hohe Energiebedarf der vertikalen Landwirtschaft im Vergleich zur Feldbauwirtschaft zu hoch und nicht wettbewerbsfähig ist. Zu demselben Ergebnis kommt Frank Riesbeck von der Humboldt-Universität zu Berlin am dortigen Albrecht Daniel Thaer – Institut für Agrar- und Gartenbauwissenschaften. Danach sind Energie- und die Arbeitskosten die maßgeblichen Parameter zur Erreichung der Wirtschaftlichkeit von Vertical-Farming Projekten. Problematisch sei, dass kaum jemand alternative Energien im Indoor-Farmbereich nutzt, weil im innerstädtischen Raum die dortigen Netzbedingungen zu berücksichtigen seien. Vertical Farming lasse sich nur im industriellen Maßstab kostendeckend und gewinnbringend realisieren.
Der wirtschaftliche und ökologische Vorteil der vertikalen Landwirtschaft liegt eindeutig in der Minimierung der Transportkosten vom Erzeuger zum Konsumenten. Eine neuere Studie zeigt, dass der Transport nur zu einem geringen Teil die sozialwirtschaftliche Kostenstruktur der Nahrungsmittelversorgung der Stadtbevölkerung beeinflusst. Pierre Desrochers, der Autor dieser Studie und Professor an der Universität von Toronto erwähnt, dass „food miles“ bestenfalls ein Marketingtrick seien. Zum jetzigen Stadium existieren zu wenig Daten, um die Theorie der Wettbewerbsfähigkeit einer vertikalen Farm in Gegensatz zum herkömmlichen Acker- und Gartenbau zu bewerten.
Im Gegensatz dazu bleibt Despommier bei seiner Aussage, dass vertikale Landwirtschaft machbar sei. Gemäß seinen Schätzungen, unter Einbeziehung der derzeit praktikablen Technologien, könnte eine 30-stöckige vertikale Farm von der Größe eines Häuserblocks, 10000 Menschen ernähren.

## Fallbeispiele

### Delta-Park, Rotterdam
Der Deltapark  sollte nach Vorstellungen des niederländischen Landwirtschaftsministers Laurens Jan Brinkhorst und des Agrartechnologen Jan Broeze von der Universität Wageningen eine stadtnahe, energieeffiziente und ressourcenschonende Produktion von Gemüse, Obst, Fleisch und Fisch in einer „Agrarfabrik“ ermöglichen. Dabei sollten kontinuierlich, halb-automatisiert und saisonunabhängig Fleisch, Fisch, Eier (250.000 Legehennen, 1.000.000 Küken), Gemüse (lichtlose Räume für Chicorée und Champignons) und Obst erzeugt werden. Das durch die Atemluft der Tiere abgegebene Kohlendioxid sollte über Belüftungssysteme das Biomassewachstum von Nutzpflanzen ermöglichen. In den Zwischengeschossen plante man, Heuschrecken und andere Insekten als hochwertiges Proteinfutter für Mastschweine (300.000 Mastschweine) zu züchten. Um eine tiergerechte Haltung zu ermöglichen, waren Freiluftterrassen für die Schweine vorgesehen. Das Ausbringen von Gülle und der damit verbundene Stickstoffeintrag gehört nach wie vor zu den großen Umweltproblemen der holländischen Intensivlandwirtschaft, die Gülle des Deltaparks sollte durch Gärungsprozesse verarbeitet und entweder im eigenen System in Form von Methan als Biogas bzw. sonstiger Energieerzeugung verwendet oder als Düngerfeststoff exportiert werden. Die Planer gingen von einer Erzeugung von 600.000 Gigajoule aus.
Während sich die intensive Landwirtschaft zunehmend in urbanen Zonen konzentrieren sollte, könnten im Gegenzug große Flächen für die Renaturierung frei werden. Realisiert wurde ein Projekt in Oostvaardersplassen, wobei Rotwild, Wildpferde und Wildrinder auf einer niederländischen Steppenlandschaft ausgewildert wurden.
Ernst Ribbe von der Umweltstiftung Euronatur kritisierte, dass Kostenführerschaft am Deltapark Rotterdam nur durch Massentierhaltung und eine Konzentrationszunahme gewonnen werden würde. Das System sei außerdem abhängig von Futtermitteleinfuhr aus Übersee für die tierische Produktion, in die andere Richtung würde ein Rücktransport von organisch gewonnenem Dünger erfolgen. Seiner Meinung nach sollte nicht in die Industrialisierung einer urbanen Landwirtschaft, sondern auf ländliche Entwicklung gesetzt werden. Deltapark als industrialisierter "Agroproduktionspark” mit verschiedenen aufeinander abgestimmten Produktionsclustern unter kontrollierten Umweltbedingungen sollte von Managern, nicht Farmern betrieben werden. Thomas Cierpka von der Ifoam (International Federation of Organic Agriculture Movement) führte an, dass Landwirte, die einen organischen Landbau betreiben, zwar ihre Produktion kontrollieren wollen aber nicht die Natur als Ganzes. Insbesondere niederländische Landwirte stehen in der EU bei einer fortschreitenden Intensivierung ihrer Produktionsverfahren unter großem Kostendruck und im scharfen Wettbewerb mit Landwirten aus Osteuropa. Ruud Poppe von der sozialistischen Partei Hollands gibt zu Bedenken, dass man tierische Erzeugung nicht mit der Produktion eines Autos vergleichen kann, sondern ein Bestandteil der menschlichen Kultur ist.
Somit stand das Projekt Deltapark im Spannungsfeld zwischen Ökologie und Technologie.
Der Deltapark Rotterdam sollte im Jahr 2010 fertiggestellt werden, wurde jedoch von der Öffentlichkeit abgelehnt.
Das Projekt „Greenport“ in Shanghai, welches vom  Landschaftsökologen  Peter Smeets betreut wird, gilt als Nachfolger des Deltaparks.
Weizen, Reis und Mais eignen sich nicht für die urbane Produktion und werden auch in Zukunft in Verfahren der Felderwirtschaft erzeugt werden.

### Casablanca
Ein weiteres Fallbeispiel im marokkanischen Casablanca wurde im Jahr 2007 von einer Arbeitsgruppe der Universität Hohenheim untersucht. Besonderer Augenmerk wurde dabei auf die entstehenden Synergien zwischen urbaner und ruraler Landwirtschaft gelegt. Aufgrund seiner besonderen klimatischen Bedingungen  wie stark variabler kontinuierlich abnehmende Niederschläge und  steigenden Lufttemperaturen wurde Casablanca als schnell wachsender städtischer Ballungsraum mit 3,5 Millionen Einwohnern gewählt. Zu den Schwerpunktthemen gehören Energie-Effizienz und klimaoptimierte Agrarnutzung von kleinflächigem Gartenbau von Tomaten, Erdbeeren und Auberginen. Die Wassereinspeisung aus dem Atlasgebirge ist limitiert und ein Großteil des Wassers geht als stark verschmutztes Abwasser verloren. Lokale Kreisläufe sollen das Wasser möglichst effizient für die Bewässerung von Obst und Gemüse nutzen.

## Neue Entwicklungen
John Hantz, Investor der Hantz Group, plant 2010 mit breiter Zustimmung der Kommunalpolitik in Detroit nach der Wirtschaftskrise die Umwandlung von Industriebrachen in Agrarflächen. Dies würde eine Reihe neuer Arbeitsplätze in allen Bereichen schaffen und die Erzeugung von günstigem und gesunden Gemüse ermöglichen. Große US-Lebensmittelhersteller wie Coca-Cola, Kraft Foods und McDonald’s aber auch europäische Unternehmen wie Unilever, Groupe Danone und Nestlé haben sich zur Platform SAI (Sustainable Agricultural Initiative) zusammengeschlossen, um Fallstudien für die Realisierung des Urban Farmings zu erarbeiten.
In der schwedischen Stadt Linköping plant das Unternehmen Plantagon mit dem lokalen Energieversorger Tekniska Verken und der Kommune den Bau eines 50 m hohen Gewächshauses. Die Abwärme einer Müllverbrennungs- und einer Biogasanlage von Tekniska Verken soll genutzt werden und umgekehrt die Abfälle aus dem Gemüseanbau in der Biogasanlage verwendet werden. Der Spatenstich sollte im März 2012 erfolgen, die Fertigstellung war für das Jahr 2014 vorgesehen. Das Projekt ist jedoch auch 2017 nicht über die Projektbeschreibung im Internet hinaus gekommen.
Mit Stand Januar 2020 war in Basel ein gemeinsames Projekt der Genossenschaft Migros Basel und Growcer im Bau – 2021 wurde das Projekt eingestellt. In Niederhasli soll eine Pilotanlage vom ETH-spin-off Yasai, mit finanzieller Unterstützung durch Fenaco, realisiert werden.
Europas größte Vertical Farm soll in Dänemark entstehen.

## Artikel und Publikationen
- Designbeispiele von vertikalen Farmen sind beispielsweise von der Graduate School of Architecture, University of Illinois at Urbana-Champaign entwickelt worden, weiterhin die Zabeel Park Vertical Farm, das Harvest Green Project, die Pyramid Farm und einige andere.[67]
- Ideen und Innovationen zur Dritten Grünen Revolution von Dickson Despommier[68]
- Interview mit Dickson Despommier[69]
- Interview mit Dickson Despommier aus dem Jahr 2009 über die Entwicklung moderner Großstädte[70]
- Large Scale Urban Agriculture[71]
- Animation über die Funktionsweise einer vertikalen Farm[72]
- Artikel vom Designer Chris Jacobs vom Unternehmen United Future über Entwürfe von vertikalen Farmen[73]
- Artikel von CNN Money über vertikale Farmen[74]
- Artikel der Columbia Daily Tribune über vertikale Farmen[75]
- Eco Tower „Tour Vivante“[76]
- BBC-Artikel über urbane Landwirtschaft in New York City[77]
- weiterer Artikel über vertikale Landwirtschaft in New York City[78]
- Artikel über das SkyFarm Projekt in Toronto[79]
- Artikel mit zahlreichen Schaubildern über vertikale Farmen aus dem Jahr 2004[80]
- Artikel über vertikale Farm-Technologien als eine der 50 besten Innovationen 2009[81]
- Webseite des kanadischen Büros der Cityfarmer[82]
- Webseite des kanadischen Büros der DataBridge[83]
- Webseite des kanadischen Büros der Datalibraryresearch[84]